# Nicola Philippaerts
Nicola Philippaerts (Genk, 30 juli 1993) is een Belgisch springruiter. 

## Levensloop
In 2010 behaalde hij bij het Springen (of Jumping) in de Paardensport op de Olympische Jeugdzomerspelen 2010 in Singapore als lid van het Europees team goud.
In 2011 won hij zowel solo als in duo met Olivier Philippaerts het Europees Kampioenschap Jumping voor jonge rijders. In mei 2012 werd hij in team met Ludo Philippaerts, Jos Lansink en Olivier Philippaerts derde in Rome voor de Italiaanse manche van de FEI Nations Cup 2012.
Hij was geselecteerd voor de Olympische Zomerspelen 2016, meer bepaald voor het individueel springconcours. Tijdens zijn eerste ronde met paard Zilverstar T reed hij een goed parcours tot de laatste rechte lijn waar het duo twee maal de laatste dubbelsprong niet overraakte. Een dubbele weigering is een diskwalificatie en het concours eindigde op de eerste wedstrijddag voor Philippaerts.
Nicola Philippaerts is de tweelingbroer van Olivier Philippaerts en de zoon van Ludo Philippaerts, eveneens springruiters.